# 社会福祉士及び介護福祉士法
社会福祉士及び介護福祉士法（しゃかいふくししおよびかいごふくししほう、昭和62年5月26日法律第30号）は、日本の国家資格である社会福祉士、介護福祉士の資格を定めて、その業務の適正を図り、もって社会福祉の増進に寄与することに関する日本の法律である。
1987年（昭和62年）5月26日に公布された。

## 構成
- 第1章 - 総則（第1条～第3条）
- 第2章 - 社会福祉士（第4条～第38条）
- 第3章 - 介護福祉士（第39条～第44条）
- 第4章 - 社会福祉士および介護福祉士の義務等（第44条の2～第49条）
- 第5章 - 罰則（第50条～第56条）
- 附則

## 主務官庁
- 厚生労働省の所管となる。

## 資格
- 社会福祉士
- 介護福祉士